# Барокна књижевност
Барок је епоха која се надовезује на ренесансу и траје од средине XVI до средине XVII века. Представља негацију ренесансе и повратак на средњовековну мисао у духу католичке реформације. Барок је добио име од португалске речи barocco - бисер неправилног облика.

## Барок у књижевности
У књижевности барока јављају се теме греха, испаштања, пролазности свега људског. Основно обележје барока јесте нагомилавање стилско-изражајних средстава, као што су: контраст, перифраза, метафора, алегорија, анафора, епифора, таутологија, игра речима,...
За разлику од ренесансног човека, барокни човек је свестан своје смртности и пролазности живота те се поновно јавља духовност. Разлог томе лежи у Католичкој реформацији која поновно успоставља темеље Католичке цркве након што је Мартин Лутер јавно иступио критиком морала свештеника, а и саме цркве. Књижевне теме у бароку су најчешће историјске, религиозне и романтичне.

## Потправци барока
Барок се у књижевности јавља после ренесансе. Међутим, како је барок представљен као супротност ренесансе, морао је постојати неки прелаз између ова два правца. То је био маниризам.
Барок се не јавља у исто време у свим књижевностима. Тако се код неких јавља још на почетку XVI века, док се код неких јавља касније. Сходно томе, барокне тенденције се у неким књижевностима осећају и касније, па сежу чак и до почетка XVIII века (у српској књижевности).
У различитим државама барок се развио у виду различитих потправаца. Тако се у Италији развио у виду маринизма (име добио по писцу Ђан Батисти Марину), у Шпанији као гонгоризам (по Луису де Гонгори), у Француској као прециозност (по Молијеровој комедији Смешне прециозе), а у Енглеској као јуфјуизам (по роману Јуфјуис, Џорџа Лилија).